# Lac Tiguelmamine
Tiguelmamine (en amazighe : Tiglmamin) pluriel du diminutif du mot berbère « Aguelmame » qui signifie « lac », est situé à 35 kilomètres de Khénifra au cœur de la cèdraie d'Ajdir Izayane dans le Moyen Atlas, au Maroc, à 1 630 m d'altitude. Tout le lac et sa bordure (une ceinture de 50 à 800 m, large à l'est étroite à l'ouest). La profondeur est de 200 m et sa superficie de 13 Ha. Vu sa forme géomorphologique, le lac se présente comme des lunettes circulaires : il s'agit de deux étangs côte à côte.

## Présentation
Tiguelmamine est un lac de montagne situé en plein dans la fameuse cèdraie d'Ajdir Izayane, au cœur du Moyen Atlas central, massif bien arrosé, de constitution karstique, de climat humide.
- Le site est RAMSAR, classé patrimoine national : Tiguelmamine N’Ait Maï et Aït Boumzile (arrêté du 28 mars 1950 portant classement –B.ON° 1957 du 28 avril 1950 –p. 480).

Caractéristiques physiques :  étang naturel situé  au milieu d'une vaste dépression à fond plat, couverte de basaltes et de dépôts fins. Une large pelouse s'étend sur la plaine située au Sud et à l'Est du lac. C'est un étang eutrophe (On dit que des écosystèmes lacustres sont eutrophes lorsqu’ils possèdent des eaux riches en éléments nutritifs, aussi bien organiques que minéraux.)et présente les caractéristiques de "pelouse de montagne"  constitué de prairies et broussailles vivants à haute altitude. C'est l'une des rares zones humides montagneuses avec des habitats bien variés (eau peu profonde, prairie humide, marécage à émergents, vasières et forêt).

## Situation
Le lac se situe dans l'aire biogéographique de la tribu Zayane des Aït Boumzile et d'Ait Maï dite Ajdir Izayane, relevant du district forestier de Khénifra.

### Localisation
- Coordonnées :
- Latitude : 32° 55’ N
- Longitude : 05° 20’ W
- Altitude : 1630-1650m
- Longueur :320m, largeur: 284 m, périmètre: 1 236 m
- Superficie : 13 ha.
- profondeur: maximale 20 m, minimale 4,9 m.

## Climat
Étang de montagne n'ayant aucun équivalent au Maroc : son climat est de type supraméditerranéen subhumide à hiver froid.

## Biodiversité

### Faune
Faune invertébrée très abondante (surtout les vers, les insectes et les crustacés, etc.), et bien diversifiée, mais sans espèce particulière sur le plan biogéographique.
Deux espèces de poissons ont été introduites avant le classement du site dans la liste « RAMSAR » : la tanche, le gardon et le brochet, ce dernier étant encore entretenu (par déversement d'alevins).
Comme herpétofaune, citons la couleuvre vipérine (sujet de grande taille collecté) et la forte abondance de grenouilles.
Les oiseaux donnent à cet étang un certain intérêt qui encourage à le maintenir comme site RAMSAR. Les dernières visites y ont montré au moins dix espèces estivantes : le Colvert (<200), le Casarca (<30), la Foulque macroule (>500), la Foulque à crête (>4), le Grèbe castagneux (>70) et le Grèbe à cou noir (2-4 indi.) sont nicheurs, alors que certains échassiers (Cigogne blanche, Échasse, Héron cendré... y trouvent une nourriture abondante. Signalons enfin la présence cet été de l'Ibis chauve (un individu se nourrissant sur le bord, puis sur un îlot).
C'est pratiquement le site moyen-atlasique le plus important pour l'hivernage d'oiseaux d'eau, malgré l'effectif relativement faible qu'il héberge (comparé aux autres sites RAMSAR du Maroc). 26 espèces y ont été notées et l'effectif maximum absolu enregistré est de 4700 oiseaux, essentiellement des ansériformes, avec des pics de 3000 siffleurs, 900 milouins, 400 casarcas et 300 chipeaux, sans oublier le Colvert, le Canard souchet, le Fuligule morillon, le Canard pilet, etc. Les deux espèces de foulques y sont régulières, totalisant plus du millier, dont quelque 10-20 foulques à crête. Parmi les grèbes, le castagneux et le Grèbe à cou noir enregistrent 40-60 individus chacun. Les échassiers sont relativement peu abondants, bien que plusieurs espèces aient été observées.
Source : Centre d'Échange d'Information sur la Biodiversité du Maroc